# Alejandro Valverde
Alejandro Valverde Belmonte (Las Lumbreras, Murcia (autonóm közösség), 1980. április 25. –) spanyol profi kerékpáros. 2010–2011 során eltiltás alatt volt.
A hegyekben, a sprintekben és az időfutamokon is a legjobbak közé tartozik. Legnagyobb sikerét 2009-ben a Vuelta a España összetett versenyének megnyerésével érte el. A háromhetes versenyeken addig a legjobb eredménye a 2006-os Vuelta Espanán elért második helye volt. A Tour de France rendszeres résztvevője, 2005-ben egy hegyi szakaszt is nyert, ahol Lance Armstrongot hajrázta le. A Touron a legjobb összetett eredményét 2015-ben érte el, amikor harmadik lett. Egynapos versenyeken is jól szerepelt: kétszer nyerte meg a Liège–Bastogne–Liège-t (2006, 2008), egyszer a La Flèche Wallonne-t (2006). 2006-ban és 2008-ban ő nyerte meg az UCI ProTour összetett pontversenyét is. A világbajnokságokon eddig két ezüst- és egy bronzérmet szerzett.
Több versenyzőtársával együtt ő is belekeveredett a híres doppingügybe, a Fuentes-botrányba. Hosszas bírósági tárgyalás-sorozat után, 2010. május 31-én, január 1-jei hatállyal, 2 évre eltiltották.
2022-ben visszavonult a versenyzéstől.

## Doppingügy
2006-ban robbant ki az Operación Puerto doppingbotrány, mely során a spanyol Dr. Eufemiano Fuentes laborjában rengeteg vérátömlesztésre váró tasakot foglaltak le, többek között profi kerékpárosok vérével. Voltak, akikre rábizonyították, vagy elismerték érintettségüket, köztük volt a 2010-es Giro d’Italia győztese, Ivan Basso is. Valverdét is kapcsolatba hozták az egyik vértasakkal, melyen állítólag kutyája, Piti neve szerepelt. Valverde végig tagadta érintettségét, mígnem az olasz olimpiai bizottság 2009 tavaszán Valverde egy olaszországi versenyen levett mintáját összehasonlította a Fuentes laborjában lefoglalt vértasak tartalmával és a DNS megegyezett. Igen ám, de ekkor már hivatalosan lezárult az Operación Puerto ügy, és Valverde, valamint a spanyol kerékpáros szövetség szerint is az olaszok törvénytelenül használták fel a Fuentes laborjából származó bizonyítékot. Az eredmény ennek ellenére két év eltiltás lett Olaszországban, aminek azonban a nemzetközi szintre való kiterjesztéséért folyamodott a Nemzetközi Kerékpáros Szövetség (UCI) és a Nemzetközi Doppingellenes Ügynökség (WADA) a sportdöntőbírósághoz. Valverde az olaszországi ítélet eltörléséért fellebbezett ugyanitt. Valverde fellebbezését elutasították, és a sport döntőbíróság 2010. május 31-én kétéves eltiltással pontot tett az ügy végére, amellett, hogy Valverde 2010 előtti eredményeit nem törlik.

## Győzelmei
| 2003 - 1 szakasz, Vuelta al País Vasco - G.P. Primavera - 2 szakasz, Trofeo Joaquim Agostinho - GP Villafranca de Ordizia - 1 szakasz, Vuelta a Aragón - 2 szakasz, Vuelta a España - világbajnoki ezüstérem 2004 - 1 szakasz, Vuelta a Mallorca - Összetett és 2 szakasz, Vuelta a la Comunidad Valenciana - Összetett, Vuelta a Murcia - 1 szakasz, Vuelta al País Vasco - G.P. Primavera - 3 szakasz, Vuelta a Castilla y León - Összetett és 3 szakasz, Vuelta a Burgos - 1 szakasz Vuelta a España - spanyol bajnoki ezüstérem 2005 - 2 szakasz, Vuelta a Mallorca - 1 szakasz, Párizs-Nizza - 2 szakasz, Vuelta al País Vasco - 1 szakasz, Tour de France - világbajnoki ezüstérem 2006 - 1 szakasz, Vuelta a Murcia - 1 szakasz, Vuelta al País Vasco - La Flèche Wallonne - Liège–Bastogne–Liège - 1 szakasz, Tour de Romandie - 1 szakasz, Vuelta a España - világbajnoki bronzérem - összetett, UCI ProTour 2007 - összetett, Vuelta a la Comunidad Valenciana - összetett és 1 szakasz Vuelta a Murcia - 1 szakasz, Clásica de Alcobendas - spanyol bajnoki ezüstérem - 1 szakasz, Vuelta a Burgos | 2008 - összetett és 1 szakasz Vuelta a Murcia - Párizs-Camembert - Liège–Bastogne–Liège - összetett és 2 szakasz Dauphiné Libéré - spanyol bajnoki aranyérem - 2 szakasz, Tour de France 2 nap a sárga trikóban - Clásica San Sebastián - 1 szakasz, Vuelta a España - összetett, UCI ProTour 2009 9. összetettben, Vuelta a Castilla y León 1., Pontverseny 1., Hegyi pontverseny 1., Kombinatív verseny 1., 3. szakasz 1., 5. szakasz 1., Klasika Primavera 7., La Flèche Wallonne 4. összetettben, 2009-es Tour de Romandie 1. összetettben, Katalán körverseny 1., 3. szakasz 1. összetettben, Critérium du Dauphiné Libéré 2. összetettben, Vuelta a la Comunidad de Madrid 1. összetettben, Burgosi körverseny 1. összetettben, Vuelta a España Kombinatív verseny győztese 2010 Az összes eredményét május 31-én törölték, január 1-ig visszamenőleg 1., Tour Méditerranéen 2., Párizs-Nizza 2., GP Miguel Indurain 2. összetettben, Baszk körverseny 1., 1. szakasz Baszk körverseny 1., 2. szakasz Baszk körverseny 1., Pontverseny 8., La Flèche Wallonne 3., Liège–Bastogne–Liège 1. összetettben Tour de Romandie 1., 5. szakasz Tour de Romandie 2012 1. összetettben, Vuelta a Andalucia 1., 2. szakasz Pontverseny győztese 2. összetettben, Tour Down Under 1., 5. szakasz 3. összetettben, Párizs–Nizza 1., 3. szakasz 20. összetettben, Tour de France 1., 17. szakasz Vuelta a España 1., 3. és 8. szakasz 2013 1. összetettben, Vuelta a Andalucia 3. összetettben, Vuelta a España 2. összetettben, Giro di Lombardia 2014 1. összetettben, Vuelta a Andalucia 3. összetettben, Vuelta a España 2. összetettben, Giro di Lombardia |

## Fordítás
- Ez a szócikk részben vagy egészben  az   Alejandro Valverde című angol Wikipédia-szócikk ezen változatának fordításán alapul.  Az eredeti cikk szerkesztőit annak laptörténete sorolja fel. Ez a jelzés csupán a megfogalmazás eredetét és a szerzői jogokat jelzi, nem szolgál a cikkben szereplő információk forrásmegjelöléseként.